# 南华北站
南华北站，原名南华站，位于中华人民共和国云南省楚雄彝族自治州南华县龙川镇，是广大铁路上的火车站，建于1997年，2017年7月1日更名为南华北站，由昆明铁路局管辖。该站不办理客运业务。